# جايسون فينش
جايسون فينش (27 سبتمبر 1969 في المملكة المتحدة - ) (بالإنجليزية: Jason Finch)‏ هو لاعب كريكت بريطاني. لعب مع Sussex Cricket Board ‏.